# Роанок (Алабама)
Роанок (енгл. Roanoke) град је у америчкој савезној држави Алабама. По попису становништва из 2010. у њему је живело 6.074 становника.

## Демографија
Према попису становништва из 2010. у граду је живело 6.074 становника, што је 489 (7,5%) становника мање него 2000. године.
| Група             | 2000.         | 2010.         |
| Белци             | 3.821 (58,2%) | 3.443 (56,7%) |
| Афроамериканци    | 2.610 (39,8%) | 2.459 (40,5%) |
| Азијати           | 17 (0,3%)     | 35 (0,6%)     |
| Хиспаноамериканци | 78 (1,2%)     | 71 (1,2%)     |
| Укупно            | 6.563         | 6.074         |